# Тремеццина
Тремеццина (італ. Tremezzina) — муніципалітет в Італії, у регіоні Ломбардія, провінція Комо. Муніципалітет утворено 4 лютого 2014 року шляхом об'єднання муніципалітетів Ленно, Меццегра, Оссуччо та Тремеццо.
Тремеццина розташоване на відстані близько 530 км на північний захід від Рима, 60 км на північ від Мілана, 19 км на північний схід від Комо.
Населення — 5124 особи (2013).

## Демографія
Населення за роками:

## Сусідні муніципалітети
- Белладжо
- Бене-Ларіо
- Грандола-ед-Уніті
- Леццено
- Порлецца
- Колонно
- Понна
- Сала-Комачина
- Гріанте
- Менаджо